# 전은하
전은하(1993년 1월 28일~)는 대한민국의 여자 축구 선수로 현재 WK리그 수원 FC 위민에서 미드필더로 뛰고 있다.

## 학력
- 포항여자전자고등학교 졸업
- 강원도립대학교 졸업

## 어린 시절
경상북도 영덕 출신으로 아버지는 대우 축구단에서 선수로 뛴 축구 지도자인 전만호이다.

## 국가대표팀 경력
2013년 1월 14일 중국에서 열린 4개국 친선대회 캐나다와의 경기를 통해 A매치에 처음으로 출전했다.

## 경력 통계
- 2015년 2월 1일 기준

### 구단
| 클럽            | 시즌 | WK리그              | WK리그 | 전국여자축구선수권대회 | 전국여자축구선수권대회 | 전국체육대회 | 전국체육대회 | 통산 | 통산 |
| 클럽            | 시즌 | 출장                | 득점   | 출장                   | 득점                   | 출장         | 득점         | 출장 | 득점 |
| --------------- | ---- | ------------------- | ------ | ---------------------- | ---------------------- | ------------ | ------------ | ---- | ---- |
| 전북 KSPO       | 2013 | 21                  | 2      | 4                      | 1                      | 1            | 1            | 26   | 5    |
| 전북 KSPO       | 2014 | 9                   | 1      |                        |                        |              |              | 9    | 1    |
| 대전 스포츠토토 | 2015 | 18                  | 1      |                        |                        |              |              |      |      |
| 인천 현대제철   | 2016 | 10                  | 2      |                        |                        |              |              | 0    | 0    |
| 인천 현대제철   | 2017 | 5 (CH 2경기 미포함) | 1      |                        |                        |              |              | 0    | 0    |
| 인천 현대제철   | 2018 |                     |        |                        |                        |              |              | 0    | 0    |
| 통산            | 통산 | 30                  | 3      | 4                      | 1                      | 1            | 1            | 35   | 6    |

## 경력 목록

### 국가대표팀 경력
- 2008년 FIFA U-17 여자 월드컵 국가대표
- 2009년 AFC U-16 여자 챔피언십 국가대표
- 2010년 FIFA U-20 여자 월드컵 국가대표
- 2011년 AFC U-19 여자 챔피언십 국가대표
- 2012년 FIFA U-20 여자 월드컵 국가대표
- 2013년 키프로스컵 국가대표
- 2013년 EAFF 여자 동아시안컵 국가대표

## 수상 내역

### 구단

#### 전북 KSPO
- 전국체육대회 준우승 1회: 2013

### 국가대표팀
- 2009년 AFC U-16 여자 챔피언십 우승
- 2010년 FIFA U-20 여자 월드컵 3위
- 2011년 AFC U-19 여자 챔피언십 4위

### 개인
- 2012년 대한축구협회 시상식 최우수선수상
- 2012년 대한축구협회 시상식 올해의 선수상
- 2013년 WK리그 올스타전 출전